# Vincy-Reuil-et-Magny
Vincy-Reuil-et-Magny – miejscowość i gmina we Francji, w regionie Hauts-de-France, w departamencie Aisne.
Według danych na styczeń 2014 roku gminę zamieszkiwało 127 osób, a gęstość zaludnienia wynosiła 10,9 osób/km².